# 窄吻角鯊
窄吻角鯊（學名：Squalus rancureli）是角鯊屬下的一種鯊魚，分佈在切斯特菲爾德群島、新喀里多尼亞及瓦努阿圖的艾法特島的西中太平洋，介乎南緯16°至18°，水深320-400米。牠們的身長達至77厘米，鰭端沒有黑色及身體沒有白點。
牠們是卵胎生，每胎有3條幼鯊。